# Langelot et les Cosmonautes
Langelot et les Cosmonautes est le treizième roman de la série Langelot, écrite par le Lieutenant X. Ce roman a été édité pour la première fois en 1970, dans la Bibliothèque verte.

## Principaux personnages

### Les «gentils»
- Capitaine Montferrand (alias Frisquet 1) : chef de la section Protection du Service National d'Information Fonctionnelle.
- Langelot (alias Frisquet 2, alias Pierre-Louis Crépon) : orphelin, agent peu expérimenté du Service National d'Information Fonctionnelle (S.N.I.F.), blond, 1,68 m, mince, « traits menus mais durs ».
- Jean Foster : jeune femme de 20 ans, présidente de la société Foster, placée sous la tutelle juridique de Sharman.
- Robert (« Bob ») Cunningham-Stuart : 23 ans, ingénieur, ami (et amoureux) de Jean.
- Tante Virginia.

### Les «méchants»
- Wallace Sharman (« M. Bully ») : président de société Foster et tuteur de Jean Foster jusqu'à ses 21 ans, le « méchant » récurrent du roman. Il fait partie de l'organisation internationale SPHINX.
- Séraphin, Pedro et Pablo : hommes de main peu scrupuleux de Sharman.
- Commodore Burma : commandant du sous-marin du SPHINX.
- Sidney la Gélatine : l'un des dirigeants du SPHINX ; c'est lui qui a ordonné à Sharman de remplacer le climatiseur en bon état par un climatiseur défectueux afin que la société Foster endosse la responsabilité du désastre et fasse faillite.

## Résumé
Une mission de routine pour Langelot : prendre en filature un client de l'Institut de cryogénie. Direction l'Hôtel George-V à Paris, où M. Bully règle sa note et s'en va à l'aéroport d'Orly pour, apparemment, prendre un vol pour Londres. En réalité, M. Bully s'envole pour New-York. À la grande surprise de Langelot, le capitaine Montferrand lui ordonne de prendre le même avion. Langelot découvre que M. Bully s'appelle en fait Wallace G. Sharman, vice-président de société.
Le lieutenant Charles du SNIF apporte à Langelot un passeport au nom de Pierre-Louis Crépon. M. Sharman est un client bien particulier de l'Institut de Cryogénie. En fait, le climatiseur de pointe à six millions de francs qu'il embarque dans ses bagages a été spécifiquement construit pour ne pas fonctionner.
Au cours de son enquête qui va le mener de New York à la Floride, Langelot  comprend que le but de Sharman consiste à faire installer le climatiseur défectueux dans la cabine de la fusée spatiale en partance pour Mars : l'astronaute Frank Hordon risque de périr asphyxié, dans d'atroces souffrances.
Langelot contacte la jeune présidente de la société Foster qui a fabriqué l'appareil initial, la jeune Jean Foster, et lui révèle la vérité. Tous deux se tournent vers un ami très proche de la jeune femme, Bob. Le trio remplace le climatiseur défectueux par un autre en bon état. La dernière page décrit Langelot assis à côté du vice-président des États-Unis en train de regarder le décollage de la fusée depuis Cap Canaveral.

## Les différentes éditions
- 1970 - Hachette, Bibliothèque verte (français, version originale). Illustré par Maurice Paulin.

## Autour du roman
- Le titre est inexact à double titre :
  - d'une part le titre emploie le terme de « cosmonaute », utilisé pour des Soviétiques ou des Russes alors que celui d'« astronaute » convient pour des américains : Youri Gagarine était un cosmonaute et Buzz Aldrin, un astronaute (pour les Français et les Européens, le terme de « spationaute » est employé). Le terme d'astronaute est utilisé depuis 1958, le livre étant paru en 1970.
  - d'autre part le titre indique un pluriel, alors que le roman ne mentionne qu'un seul astronaute (Frank Hordon), partant seul pour la planète Mars.
- Au moment de la parution du roman, en 1970, l'activité spatiale est intense. L'astronaute Neil Armstrong a posé le pied sur la lune le 21 juillet 1969, avec Apollo 11. Le 11 avril 1970, l'accident d'Apollo 13 suscite la plus vive inquiétude.
- C'est la première fois que Langelot débarque sur le sol américain ; ce ne sera pas la dernière (cf. par exemple Langelot et les Exterminateurs ou encore Langelot à la Maison-Blanche).
- À la fin du roman, apparaît brièvement le dénommé Greg, croisé dans une aventure antérieure de Langelot, Langelot chez les Pa-pous.
- Frank Hordon apparaît dans un autre roman de la série, Langelot à la Maison-Blanche (1976).